# Liste der Biografien/Meyer, J
Liste der Biografien |
Portal Biografien |
J Personensuche
# |
A |
B |
C |
D |
E |
F |
G |
H |
I |
J |
K |
L |
M |
N |
O |
P |
Q |
R |
S |
T |
U |
V |
W |
X |
Y |
Z |
?
 
Ma |
Mb |
Mc |
Md |
Me |
Mf |
Mg |
Mh |
Mi |
Mj |
Mk |
Ml |
Mm |
Mn |
Mo |
Mp |
Mq |
Mr |
Ms |
Mt |
Mu |
Mv |
Mw |
Mx |
My |
Mz
 
Mea–Mee |
Mef |
Meg |
Meh |
Mei |
Mej |
Mek |
Mel |
Mem |
Men |
Meo |
Mep |
Mer |
Mes |
Met |
Meu |
Mev |
Mew |
Mex |
Mey |
Mez
 
Meyb |
Meyd |
Meye |
Meyf |
Meyg |
Meyh |
Meyi |
Meyj |
Meyk |
Meyl |
Meyn |
Meyo |
Meyp |
Meyr |
Meys |
Meyt |
Meyz
 
Meyen |
Meyer
 
Meyer, A |
Meyer, B |
Meyer, C |
Meyer, D |
Meyer, E |
Meyer, F |
Meyer, G |
Meyer, H |
Meyer, I |
Meyer, J |
Meyer, K |
Meyer, L |
Meyer, M |
Meyer, N |
Meyer, O |
Meyer, P |
Meyer, R |
Meyer, S |
Meyer, T |
Meyer, U |
Meyer, V |
Meyer, W |
Meyer, Y |
Meyer, Z |
Meyerb |
Meyerd |
Meyere |
Meyerf |
Meyerh |
Meyeri |
Meyerl |
Meyerm |
Meyern |
Meyero |
Meyerr |
Meyers
Die Liste der Biografien führt alle Personen auf, die in der deutschsprachigen Wikipedia einen Artikel haben. Dieses ist eine Teilliste mit 103 Einträgen von Personen, deren Namen mit den Buchstaben „Meyer, J“ beginnt.

## Meyer, J

### Meyer, Ja
- Meyer, Jacob (1799–1865), Schweizer Lehrer
- Meyer, Jan (* 1937), deutscher Schauspieler
- Meyer, Jan-Christoph (* 1990), deutscher Produzent von Videos
- Meyer, Jan-Waalke (1945–2023), deutscher vorderasiatischer Archäologe
- Meyer, Jayson (* 1965), deutsch-kanadischer Eishockeyspieler

### Meyer, Je
- Meyer, Jean (1914–2003), französischer Theaterregisseur, Schauspieler und Dramatiker
- Meyer, Jendrik (* 1982), deutscher Handballtorwart
- Meyer, Jenny (1834–1894), deutsche Sängerin (Alt/Mezzosopran) und Musikpädagogin
- Meyer, Jenny (* 1975), deutsche Politikerin (BSW)
- Meyer, Jenny Maria (* 1985), deutsche Schauspielerin und Synchronsprecherin
- Meyer, Jenny Sophie (1866–1927), dänische Porzellanmalerin
- Meyer, Jens (* 1970), deutscher Kommunalpolitiker (SPD)
- Meyer, Jens J. (* 1958), deutscher Installationskünstler
- Meyer, Jens P. (* 1971), deutscher Politiker (FDP), MdHB
- Meyer, Jens-Uwe (* 1966), deutscher Journalist und Sachbuchautor
- Meyer, Jeremias (* 1999), deutscher Filmschauspieler

### Meyer, Ji
- Meyer, Jini (* 1983), deutsche Sängerin und SongwriterinJini Meyer (* 1983)

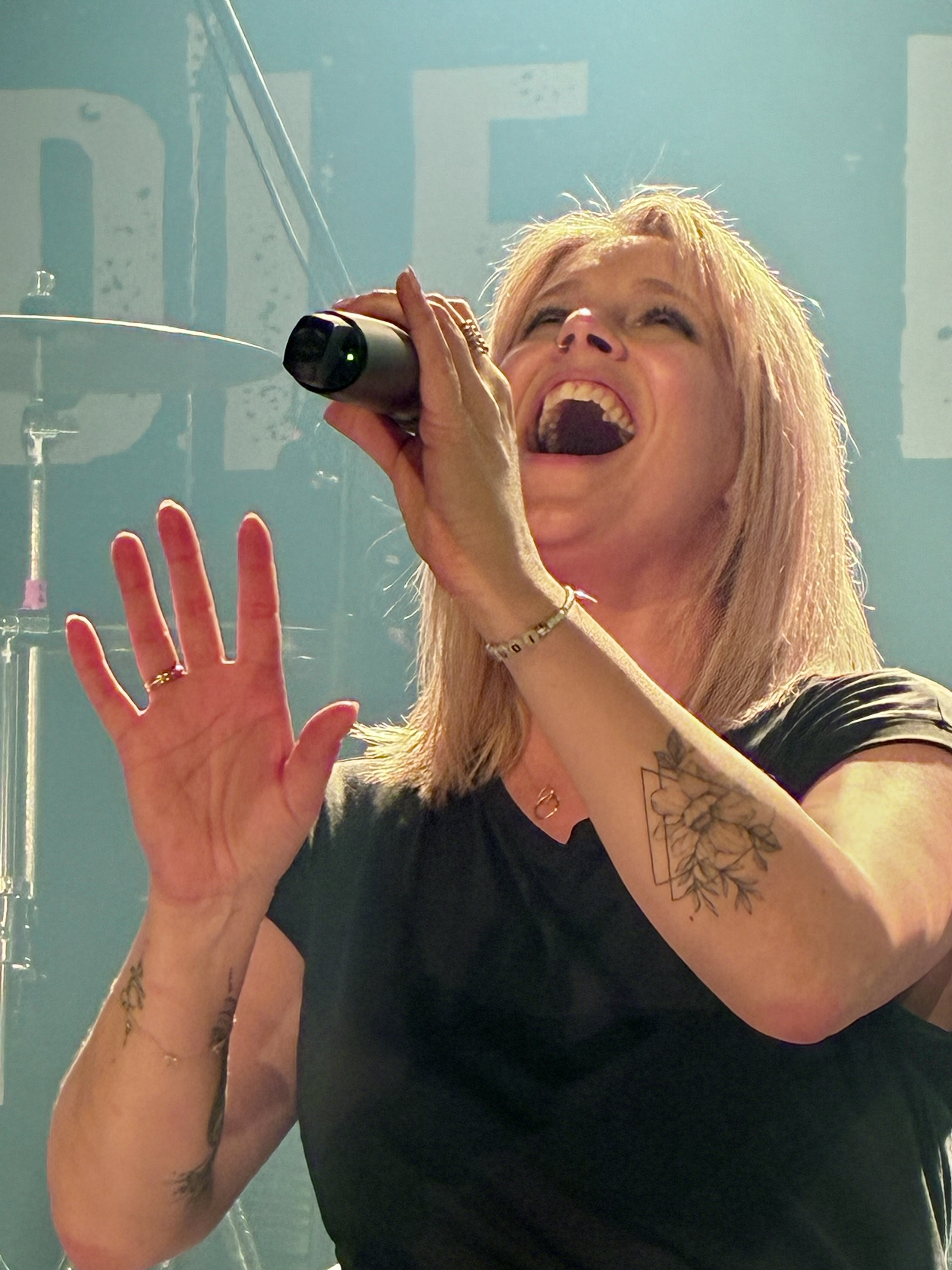
Jini Meyer (* 1983)

### Meyer, Jo
- Meyer, Joachim († 1571), Messerschmied und Freifechter
- Meyer, Joachim Bartholomäus (1624–1701), deutscher Bibliothekar und Kirchenlieddichter
- Meyer, Joachim-Ernst (1917–1998), deutscher Psychiater
- Meyer, Johann († 1518), deutscher Kaufmann und Ratsherr der Hansestadt Lübeck
- Meyer, Johann, Kanonengießer in Celle
- Meyer, Johann (1752–1830), Landtagsabgeordneter Großherzogtum Hessen
- Meyer, Johann (1800–1887), deutscher Großkaufmann, Stifter und Ehrenbürger der Stadt Dresden
- Meyer, Johann (1829–1904), deutscher Schriftsteller
- Meyer, Johann (1889–1950), deutscher Politiker (KPD), MdR
- Meyer, Johann (1906–1977), deutscher Politiker (SPD), MdBB
- Meyer, Johann Carl Christian (1799–1860), deutscher Lehrer und Politiker
- Meyer, Johann Carl Friedrich (1739–1811), deutscher Apotheker und Chemiker
- Meyer, Johann Christian Friedrich (1777–1854), deutscher Forstwissenschaftler
- Meyer, Johann Christoph (1752–1821), russischer Kaufmann und Bankier deutscher Herkunft
- Meyer, Johann Conrad (1544–1604), Schweizer Bürgermeister und Politiker
- Meyer, Johann Felix (1845–1882), Schweizer Pfarrer und Politiker
- Meyer, Johann Friedrich (1705–1765), deutscher Chemiker und Apotheker
- Meyer, Johann Friedrich (* 1728), deutscher Theater- und Vedutenmaler
- Meyer, Johann Friedrich Albrecht August (1807–1893), Autor und Jurist in Hamburg
- Meyer, Johann Friedrich Christoph (* 1792), deutscher Pädagoge
- Meyer, Johann Friedrich von (1772–1849), deutscher Jurist, evangelischer Theologe und Politiker
- Meyer, Johann Georg (1813–1886), deutscher Maler
- Meyer, Johann Georg von (1765–1838), deutscher Kaufmann, Bankier und Abgeordneter
- Meyer, Johann Gottfried (1838–1874), Schweizer Architekt und Politiker
- Meyer, Johann Heinrich (1812–1863), deutscher Buchdrucker und Verleger
- Meyer, Johann Hinrich (1761–1850), deutscher Schiffszimmermeister
- Meyer, Johann Jakob (1763–1819), Schweizer Offizier und Politiker
- Meyer, Johann Jakob (1787–1858), Schweizer Maler
- Meyer, Johann Jakob (1798–1826), Schweizer Philhellene und Redaktor
- Meyer, Johann Joachim Hartwig (1807–1884), deutscher evangelisch-lutherischer Geistlicher
- Meyer, Johann Ludwig (1858–1935), Schweizer Architekt
- Meyer, Johann Martin (1825–1893), Schweizer Unternehmer, Kantonsrat und Landeshauptmann
- Meyer, Johann Matthias von (1814–1882), deutscher Geistlicher und Oberkonsistorialpräsident der Evangelisch-Lutherischen Kirche in Bayern
- Meyer, Johann Rudolf (1739–1813), Schweizer Seidenbandfabrikant, Philanthrop, Mäzen und Revolutionär
- Meyer, Johann Rudolf (1768–1825), Schweizer Unternehmer, Naturforscher, Revolutionär, Alpinist, FalschmünzerJohann Rudolf Meyer (1768–1825)

Johann Rudolf Meyer (1768–1825)

- Meyer, Johann Rudolf (1791–1833), Schweizer Naturwissenschaftler, Schriftsteller und Alpinist
- Meyer, Johann Ulrich (1825–1868), Schweizer Arzt, Kantonsrat und Nationalrat
- Meyer, Johann Wilhelm (1690–1767), Schweizer reformierter Geistlicher und Kirchenlieddichter
- Meyer, Johanna (1851–1921), Schweizer Lehrerin und christliche Liederdichterin
- Meyer, Johanna Elisabeth (1899–1968), norwegische Fotografin und Journalistin
- Meyer, Johannes († 1485), Schweizer Chronist und Mönch
- Meyer, Johannes (1799–1833), Schweizer Arzt, Publizist und Politiker
- Meyer, Johannes (1801–1877), Schweizer Politiker
- Meyer, Johannes (1835–1911), Schweizer Germanist, Gymnasiallehrer, Archivar und Historiker
- Meyer, Johannes (1854–1940), deutscher Pädagoge
- Meyer, Johannes (1884–1972), dänischer Schauspieler
- Meyer, Johannes (1888–1976), deutscher Drehbuchautor und Filmregisseur
- Meyer, Johannes der Jüngere (1655–1712), Schweizer Zeichner, Maler, Kupferstecher und Radierer
- Meyer, Johannes Peter (1909–1976), deutscher Geistlicher, Erzbischof und Primas der Freikatholischen Kirche in Deutschland
- Meyer, John Ambrose (1899–1969), US-amerikanischer Politiker
- Meyer, John C. (1919–1975), US-amerikanischer Pilot, General, Vize-Stabschef der US-Luftwaffe
- Meyer, John M., US-amerikanischer Politikwissenschaftler
- Meyer, John V. III, US-amerikanischer Offizier, Generalmajor der US-Army
- Meyer, John W. (* 1935), US-amerikanischer Soziologe und Hochschullehrer
- Meyer, Jörgen (* 1906), deutscher Einhandsegler
- Meyer, Jörn (* 1941), deutscher Maler
- Meyer, Jörn-Axel (* 1962), deutscher Maschinenbauer und Hochschullehrer
- Meyer, Josef (1883–1945), deutscher Kommunalpolitiker
- Meyer, Josef (1936–2012), deutscher Politiker (CDU), MdL
- Meyer, Joseph, Schweizer Ruderer
- Meyer, Joseph (1796–1856), deutscher Verleger
- Meyer, Joseph (1818–1887), deutscher Mediziner
- Meyer, Joseph L. (1846–1920), deutscher Werftbesitzer
- Meyer, Joseph Lukas (1774–1821), deutscher Benediktiner, Pfarrer und Heimatforscher
- Meyer, Joseph Rudolf Valentin (1725–1808), Schweizer Ratsmitglied und Landvogt
- Meyer, Joyce (* 1943), US-amerikanische PredigerinJoyce Meyer (* 1943)

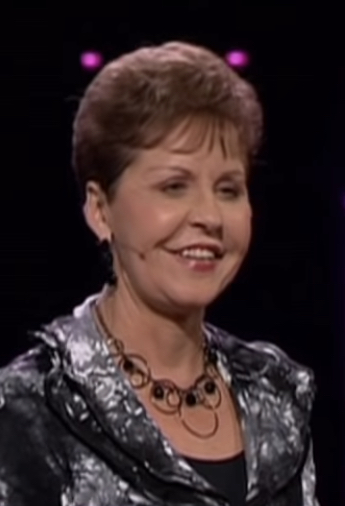
Joyce Meyer (* 1943)

- Meyer, Józef, mährischer Maler des Rokoko

### Meyer, Ju
- Meyer, Julia, deutsche Drehbuchautorin und Regisseurin
- Meyer, Julie (1897–1970), deutsche Soziologin, Hochschullehrerin und Politikerin (DDP, Radikaldemokratische Partei)
- Meyer, Julius (1817–1863), deutscher Eisenhüttenbesitzer und Gutsbesitzer
- Meyer, Julius (1826–1909), Verbandsvorsitzender
- Meyer, Julius (1830–1893), deutscher Kunsthistoriker und Museumsdirektor
- Meyer, Julius (1846–1922), deutscher Bankier und Schriftsteller
- Meyer, Julius (1875–1934), deutscher Gewerkschafter und Politiker (SPD)
- Meyer, Julius (1876–1960), deutscher Chemiker
- Meyer, Julius (1909–1979), deutscher Politiker (KPD, SED), MdV, Präsident des Verbands der Jüdischen Gemeinden in der DDR (1952/1953)
- Meyer, Julius Diedrich (* 1833), deutscher Landschafts- und Tiermaler der Düsseldorfer Schule
- Meyer, Jürgen (* 1933), deutscher Physiker
- Meyer, Jürgen (* 1936), deutscher Politiker (SPD), MdL, MdB und Hochschullehrer
- Meyer, Jürgen (* 1939), deutscher Kardiologe
- Meyer, Jürgen (* 1945), deutscher Maler
- Meyer, Jürgen (* 1954), deutscher Leichtathlet
- Meyer, Jürgen (* 1968), Sanitätsoffizier im Range eines GeneralarztesJürgen Meyer (* 1968)

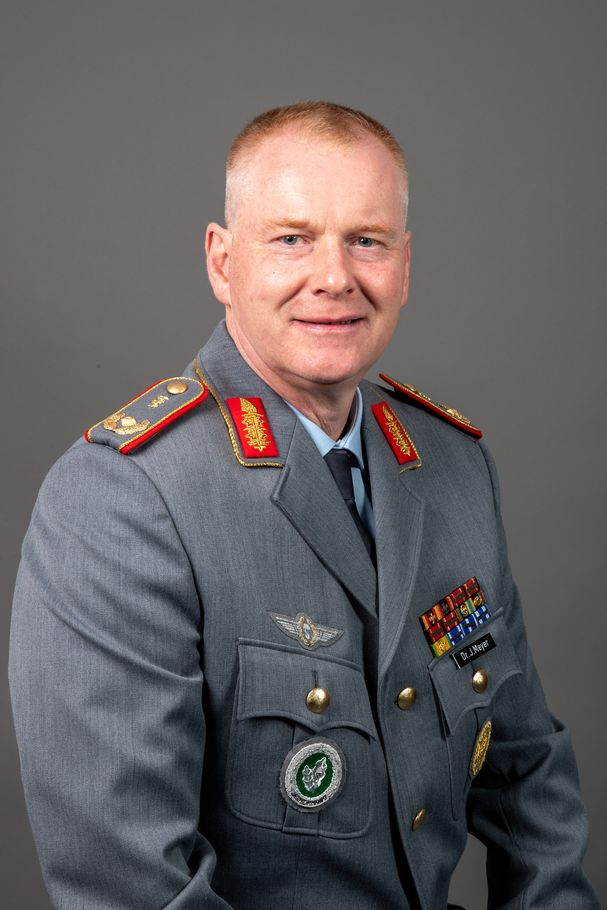
Jürgen Meyer (* 1968)

- Meyer, Jürgen A. E. (1937–1989), deutscher Jurist und Hochschullehrer
- Meyer, Jürgen Bona (1829–1897), deutscher Philosoph
- Meyer, Justus (* 1963), deutscher Jurist und Professor an der Universität Leipzig